# Villa Gordiani
Villa Gordiani är en romersk villa vid Via Prenestina i Rom. Ursprunget till villan anlades under 100-talet f.Kr., men det var under 200-talet och 300-talet e.Kr. som de flesta byggnaderna, bland annat mausoleet och den oktagonala salen, uppfördes. Villan förknippas i första hand med kejsarna Gordianus I, Gordianus II och Gordianus III.
Villa Gordiani är belägen i quartieri Prenestino-Labicano och Collatino i östra Rom.

## Bilder
| - Ruinerna efter den oktagonala salen, kallad Tor de' Schiavi. |

## Omgivningar
- Santissimo Sacramento a Tor de' Schiavi
- Santa Maria Addolorata

## Kommunikationer
- Tunnelbanestation – Roms tunnelbana, linje  Teano